# Hypotrachyna mattickiana
Hypotrachyna mattickiana är en lavart som beskrevs av Sipman, Elix & T.H. Nash. Hypotrachyna mattickiana ingår i släktet Hypotrachyna och familjen Parmeliaceae.   Inga underarter finns listade i Catalogue of Life.